# Ippodromo del galoppo di San Siro
L'Ippodromo Snai San Siro si trova a Milano ed è una struttura destinata alle corse ippiche al galoppo.
Sorge nell'omonimo quartiere cittadino di San Siro, nelle immediate vicinanze dello stadio Meazza.

## Storia
Inaugurato il 25 aprile 1920 per sostituire l'allora utilizzato Trotter di via Padova, costituisce insieme allo stadio Giuseppe Meazza e al Palalido la cittadella sportiva di Milano.
È di proprietà di Snaitech.

## Caratteristiche
L'area su cui si estende il comprensorio dell'ippodromo è di 1.399.912 m², di cui 45.000 m² sono destinati al pubblico, 447.610 m² alla pista da corsa, 663.350 m² alla pista di allenamento, 99.000 m² alle scuderie e 144.352 m² a varie destinazioni. La pista in rettilineo sviluppa una lunghezza superiore ai 1 700 metri (1 900 yd).